# Фонтане Бјанке
Фонтане Бјанке је насеље у Италији у округу Сиракуза, региону Сицилија.
Према процени из 2011. у насељу је живело 889 становника. Насеље се налази на надморској висини од 19 м.